# Magnus Karlsson's Free Fall
Magnus Karlsson's Free Fall è l'album d'esordio del progetto omonimo, composto e registrato dal polistrumentista svedese Magnus Karlsson, e pubblicato nel 2013.
Il disco è composto da 13 tracce in cui si alternano alla voce molti ospiti illustri, come: Russell Allen (Symphony X, Ralf Scheepers (Primal Fear, ex-Gamma Ray), Mark Boals, David Readman (Pink Cream 69, Voodoo Circle), Rick Altzi (At Vance, Masterplan) e Tony Harnell (TNT).
Per la prima volta in un album che porta il suo marchio, Magnus non si limita a registrare tutte le parti di chitarra, basso e tastiere, ma compare anche come cantante in alcune tracce.

## Tracce
Testi e musiche di Magnus Karlsson.
1. Free Fall (feat. Russell Allen) – 5:34
2. Higher (feat. Ralf Scheepers) – 4:35
3. Heading Out – 4:17
4. Stronger (feat. Tony Harnell) – 5:12
5. Not My Saviour (feat. Rick Altzi) – 4:25
6. Us Against The World (feat. David Readman) – 3:15
7. Our Time Has Come (feat. Mark Boals) – 4:46
8. Ready or Not (feat. David Readman) – 4:11
9. Last Tribe (feat. Rickard Bengtsson) – 4:55
10. Fighting (feat. Herman Saming) – 4:57
11. Dreamers & Hunters (feat. Mike Andersson) – 3:32
12. On Fire – 3:57
13. Stronger (Acoustic) (Bonus track giapponese) – 5:11

### Band
- Magnus Karlsson - Chitarra, Basso, Tastiere, Cori e Voce sulle tracce 3, 8, 12 & 13
- Daniel Flores - Batteria